# Renealmia lucida
Renealmia lucida är en enhjärtbladig växtart som beskrevs av Paulus Johannes Maria Maas. Renealmia lucida ingår i släktet Renealmia och familjen Zingiberaceae. Inga underarter finns listade i Catalogue of Life.